# Pyroxsulame
Le pyroxsulam (ou pyroxulame), de formule chimique C14H13F3N6O5S est un composé organique de la famille des sulfonamides (sulfamidés), les dérivés substitués du sulfamide.
C'est la substance active de plusieurs produits phytosanitaires (ou produits phytopharmaceutiques, ou pesticides), qui présente un effet herbicide, surtout utilisé depuis quelques années sur les céréales, notamment les blés d'hiver.
C'est une molécule récemment mise au point, fabriquée par Dow AgroSciences LLC, filiale de Dow Chemical Company.

## Réglementation
Il a fait l'objet en France d'une autorisation de mise sur le marché (homologué pour certains usages uniquement) le 1er mars 2009.

## Fabrication
Un procédé industriel de fabrication a été développé dans les années 2000 pour sa production commerciale, passant par sept étapes de réaction, et comprend une voie nouvelle de production de 4-(trifluorométhyl)pyridines, une méthode évolutive de lithiation d'une pyridine intermédiaire, et une formation catalysée de sulfilimine pour aboutir au sulfonamide souhaité .

## Toxicologie
Selon le fabricant, le contact avec les yeux peut provoquer une légère irritation, de même que le contact avec la peau (qui, selon le fabricant toujours, « ne devrait pas entraîner l'absorption de quantités nocives », ce dernier ajoutant toutefois que « le pyroxsulam a provoqué des réactions allergiques cutanées lors de l'expérimentation animale ».
L'inhalation directe de vapeur est peu probable en raison de « la faible volatilité » du produit. Durant les tests préalables à l'autorisation de mise sur le marché, une exposition répétée au produit lors de l'expérimentation animale a eu des « effets sur le foie ».
Selon le fabricant, le matériau a une faible toxicité s'il est ingéré et l'ingestion de faibles quantités lors d'opérations normales de manutention n'est pas susceptible de causer un dommage ; par contre, l'ingestion de grandes quantités peut être source de troubles pour la santé.
Le pyroxsulam a été classé comme étant « probablement non cancérigène pour l'homme » par l'EPA, et il n'a pas causé de malformations congénitales ou d'autres effets sur le fœtus des animaux de laboratoires qui y ont été expérimentalement exposés.

## Écotoxicologie
C'est un produit écotoxique en ce qu'il est herbicide. 

## Synonymes
- XDE-742

Il est aussi trouvé sous divers noms commerciaux dont
- ADMITT herbicide (au Chili)
- SIMPLICITY herbicide (au Canada)
- CRUSADER herbicide (en Australie)
- QUASAR herbicide (en France)
- ACROSS herbicide (au Mexique)
- MERIT herbicide (en Argentine)
- POWERFLEX herbicide (aux États-Unis)
- BROADWAY herbicide (en Europe)